# Ha Seung-moo
Det här är en artikel om en person med koreanskt personnamn; Ha är familjenamnet.
Ha Seung-moo (koreanska:하승무), född 5 februari 1964, är en koreansk poet, författare, pedagog och historisk teolog. Han har fått flera utmärkelser.

## Biografi
Ha Seung-moo föddes den 5 februari 1964 i Sacheon i Gyeongsangnam-do i Sydkorea. Ha började skriva dikter för det månatliga litteraturmagasinet Han-Kioreh (한겨레문학). Han skrev dikten Recollections of the Wise Man (호모사피엔스의 기억) som gjorde honom berömd. Has poesi hade svårt att sprida sig till allmänheten på grund av konflikterna i det koreanska litterära samhället. Hans poesi har beundrats av författare och poeter.

## Verk
- Den sjätte svanskotan av den kenozoiska eran(신생대의 여섯 번째 꼬리뼈, 2024), Förlag: Karitas (ISBN 978-89-97087-87-7)
- The South Poetry (Nambu-eui si:  남부의 시: 부산 시인 사화집, 1999). Utgivare: Busan Poets 'Association (1999)
- Guerrilla, Vol 3. Utgivare: Yeni (1999)
- Guerrilla, Vol 4. Utgivare: Yeni (1999)
- Australiens koreanska litteratur(호주한인문학). Utgivare: The Association of Korean Writers in Australia (2002)
- Australiens koreanska litteratur(호주한인문학). Utgivare: The Association of Korean Writers in Australia (2003)
- Blommor blommar På den gröna stammen  (꽃이 핀다 푸른 줄기에, 2006).
- Seihan Gobi (세이한 고비, 2008). ISBN 978-89-957530-8-8
- Hornbeam  Forest (소사나무 숲, 2011). ISBN 978-89-93433-09-8

## Utmärkelser
- Dongmyeong Technical High School Achievement Award (1984)
- Det tredje Hankyore nya litterära priset (1994)
- Busan Koreas Christian Literary Society Best Work Award (1995)
- Busan University of Foreign Studies Graduate School of Education Achievement Award (1997)
- National Forum Union & 21 Century Bundang Forum Achievement Award (2006)
- Utrikesministeriet Overseas Koreans Foundation Gold Award (2006)
- Citation av militär arbetskraftsadministration (2017)
- National Theologian Award 2018
- 34:e Busan Metropolitan City Citizen Award (2018)

## Representativ poesisamling
- Den sjätte stjärtkotan från kenozoiska eran (The sixth tailbone of the Cenozoic era (신생대의 여섯 번째 꼬리뼈, 2024), Publisher: Karitas (ISBN 978-89-97087-87-7)